# Schreiteriana
Schreiteriana is een geslacht van vlinders uit de familie van de Houtboorders (Cossidae). De wetenschappelijke naam is voor het eerst gepubliceerd in 1982 door David Stephen Fletcher en Ian William Beresford Nye.
De soorten van dit geslacht komen voor in Zuid-Amerika.

## Soorten
- Schreiteriana chaska Yakovlev, Penco & Witt, 2017
- Schreiteriana kon Yakovlev, Penco & Witt, 2017
- Schreiteriana pectinicornis (Dyar, 1937)
- Schreiteriana rudloffi Yakovlev, Penco & Witt, 2017
- Schreiteriana thonyi  Yakovlev, Penco & Witt, 2017
- Schreiteriana urcuchillay Yakovlev, Penco & Witt, 2017